# Chrysobothris lateralis
Chrysobothris lateralis es una especie de escarabajo del género Chrysobothris, familia Buprestidae. Fue descrita científicamente por Waterhouse en 1887.
Se encuentra en California, Texas y México.